# La Rochelle, Haute-Saône
La Rochelle là một xã ở tỉnh Haute-Saône trong vùng Bourgogne-Franche-Comté phía đông nước Pháp.